# Janina Oszast
Janina Celina Oszast, ps. „Janina”, „Jula” (ur. 2 lutego 1908 w Krakowie, zm. 9 października 1986 tamże) – polska biolożka, specjalistka palinologii, działaczka podziemia niepodległościowego w czasie II wojny światowej.
Oficer Armii Krajowej w stopniu kapitana. Kierowniczka działu BiP Okręgu Krakowskiego Delegatury Sił Zbrojnych na Kraj, od grudnia 1945 roku łączniczka prezesa II Zarządu Głównego WiN, płk. F. Niepokólczyckiego „Halnego”. Trzykrotnie aresztowana przez władze komunistyczne, w tym w ramach operacji Cezary. W śledztwie odmawiała zeznań.

## Życiorys

### Do 1939
Urodziła się w 1908 roku w Krakowie w rodzinie robotniczej. Miała braci: starszego Zbigniewa, profesora dermatologii oraz młodszego Tadeusza, dziennikarza sportowego oraz siostry: Marię, Jadwigę i Eugenię, nauczycielki.
Janina Oszast od 1927 do 1934 roku studiowała na Wydziale Filozoficznym Uniwersytetu Jagiellońskiego, gdzie uzyskała dyplom w katedrze nauk przyrodniczych u profesora Władysława Szafera na podstawie pracy „Stosunek modrzewia polskiego (Larix polonica Rac.) do modrzewia syberyjskiego (Larix sibirica Ledeb.) – studium biometryczne”. Następnie podjęła pracę nauczycielki biologii w Gimnazjum Sióstr Urszulanek w Krakowie. Specjalizowała się w badaniu roślinności. W 1932 roku została członkinią Polskiego Towarzystwa Botanicznego.

### 1939–1945
Po wybuchu II wojny światowej w listopadzie 1939 roku jej szkoła została zamknięta przez Niemców. Kontynuowała jednak pracę na tajnych kompletach gimnazjalnych, ucząc biologii i geografii. Współpracowała także z Polskim Komitetem Opiekuńczym Kraków-miasto.
Jeszcze w 1939 roku Janina Oszast zaangażowała się w konspirację wojskową. Weszła w skład Sztabu Głównego Szefostwa Walki Cywilnej i Spraw Społeczno-Politycznych Organizacji Orła Białego (OOB), w którego kierownictwie znajdował się jej szwagier Ludwik Muzyczka. Kierowała referatem propagandy, służby wydawniczej i kolportażu oraz referatem opieki i samopomocy społecznej. Weszła też w skład zespołu redakcyjnego, który opracowywał ulotki i komunikaty, a od 1 listopada 1939 roku wydawał powielany tygodnik „Nakazy Dnia”, który w grudniu 1939 roku drukowano w 3000 egzemplarzy. Oszast kierowała kolportażem czasopisma i wraz z grupą swoich uczennic prowadziła centralny punkt rozdzielczy w Krakowie. Mieszkanie Oszastów przy ul. św. Marka służyło za punkt kontaktowy OOB.
OOB z czasem podporządkowała się Służbie Zwycięstwu Polski, a następnie została wcielona do Związku Walki Zbrojnej. W ramach krakowskiej Komendy Obszaru ZWZ powstało Biuro Informacji i Propagandy (BIP), które tworzyli dotychczasowi działacze OOB. Janina Oszast od marca 1940 roku do 1941 roku działała w redakcji „Nakazów Dnia”, wydawanych jako pismo BIP Obszaru Kraków oraz kierowała kolportażem pisma. Do końca okresu okupacji niemieckiej stała także na czele działu I ogólnoinformacyjnego BIP Okręgu Kraków. Należała do grona najbliższych współpracowników Kazimierza Rolewicza, od 1941 roku szefa BIP Okręgu. Została awansowana do stopnia kapitana Armii Krajowej. Otrzymała Krzyż Walecznych (dwukrotnie) i Złoty Krzyż Zasługi z Mieczami.

### 1945–1954
Po rozformowaniu Armii Krajowej Oszast działała w Delegaturze Sił Zbrojnych na Kraj (DSZ), w kierowanym przez Rolewicza wydziale propagandy Okręgu Kraków. W lipcu 1945 roku została aresztowana przez władze komunistyczne, a kilka dni później Rolewicz. Po trzech miesiącach została zwolniona w wyniku amnestii. Oszast następnie zaangażowała się w powstałe we wrześniu 1945 roku Zrzeszenie Wolność i Niezawisłość (WiN). Pozostawała we współpracy z Rolewiczem, który pełnił funkcję zastępcy prezesa II Zarządu Głównego WiN Franciszka Niepokólczyckiego. Pracowała wówczas naukowo na Uniwersytecie Jagiellońskim. W październiku 1946 roku została kolejny raz aresztowana. Rok później Wojskowy Sąd Rejonowy w Krakowie skazał ją na karę sześciu lat więzienia. Wyrok odbywała w bydgoskim więzieniu w Fordonie. Wyszła na mocy amnestii w październiku 1949 roku.
Pomagała następnie w organizowaniu pomocy dla więzionych żołnierzy AK i ich rodzin. Wiosną 1950 roku spotkała się z kurierem, który w imieniu Delegatury Zagranicznej WiN przedstawił jej możliwość wyjazdu z kraju. Nie skorzystała z propozycji. Niedługo po kontakcie z kurierem odezwało się do niej podstawione kierownictwo WiN, tzw. V Komenda. Był to element operacji Cezary, prowadzonej przez Ministerstwo Bezpieczeństwa Publicznego, której istotą było pozorowanie istnienia w Polsce struktur WiN celem rozbicia resztek podziemia niepodległościowego. Wśród aresztowanych w wyniku operacji znalazła się także, od grudnia 1952 roku, Oszast. Podczas wielomiesięcznych przesłuchań odmawiała współpracy. 30 czerwca 1954 roku została skazana na 4 lata więzienia i ponownie osadzona w Fordonie, skąd wyszła warunkowo w grudniu 1954 roku.

### Po 1954
Po zwolnieniu z więzienia Janina Oszast nie mogła podjąć zatrudnienia. Dzięki wstawiennictwu profesora Władysława Szafera otrzymała etat badawczy w terenowej stacji Centralnego Urzędu Geologii. Interweniował on także podczas prób jej eksmisji z Krakowa. W 1956 roku przeszła na stanowisko adiunkta w Zakładzie Paleobotaniki Instytutu Botaniki PAN. Pracowała tam do przejścia na emeryturę w 1978 roku. W 1973 roku otrzymała habilitację na podstawie badań nad florą pliocenu Domańskiego Wierchu w Kotlinie Nowotarskiej. Nie otrzymała jednak docentury. Specjalizowała się w palinologii, w tym badaniu czwartorzędu na terenie Polski i Mongolii. 7 października 1986 roku, dwa dni przed śmiercią, otrzymała Medal im. Władysława Szafera.
Od lat 60. pozostawała w nieformalnej relacji z historykiem i emisariuszem Rządu RP na uchodźstwie Wacławem Felczakiem. Jednak nie założyli rodziny, ponieważ ze względu na działalność niepodległościową żadne z nich nie miało szans na otrzymanie samodzielnego mieszkania.
Zmarła 9 października 1986 roku. Została pochowana na cmentarzu Rakowickim w Krakowie.